# Спонде (спутник)
Спонде (от др.-греч. Σπονδή) — один из естественных спутников Юпитера. Известен также как Юпитер XXXVI.

## Открытие
Спонде был обнаружен 9 декабря 2001 года группой астрономов из Гавайского университета. Первоначально получил временное обозначение S/2001 J 5. Назван в честь одной из ор древнегреческой мифологии в августе 2003 года.

## Орбита
Спонде совершает полный оборот вокруг Юпитера на расстоянии в среднем 23 487 000 км за 748 дней, 8 часов и 10 минут. Орбита имеет эксцентриситет 0,3121. Наклон ретроградной орбиты 150,998°. Принадлежит к группе Пасифе.

## Физические характеристики
Диаметр Спонде составляет в среднем около 2 км. Плотность оценивается 2,6 г/см³. Предположительно состоит из силикатных пород. Очень тёмная поверхность имеет альбедо 0,04. Звёздная величина равна 23,0m